# Primula hypoleuca
Primula hypoleuca är en viveväxtart som beskrevs av Hand.-mazz. Primula hypoleuca ingår i släktet vivor, och familjen viveväxter. Inga underarter finns listade i Catalogue of Life.